# Philya ferruginosa
Philya ferruginosa är en insektsart som beskrevs av Goding. Philya ferruginosa ingår i släktet Philya och familjen hornstritar. Inga underarter finns listade i Catalogue of Life.